# Goodwin (South Dakota)
Goodwin is een plaats (town) in de Amerikaanse staat South Dakota, en valt bestuurlijk gezien onder Deuel County.

## Demografie
Bij de volkstelling in 2000 werd het aantal inwoners vastgesteld op 160.
In 2006 is het aantal inwoners door het United States Census Bureau geschat op 151, een daling van 9 (-5,6%).

## Geografie
Volgens het United States Census Bureau beslaat de plaats een oppervlakte van
1,2 km², geheel bestaande uit land. Goodwin ligt op ongeveer 609 m boven zeeniveau.

## Plaatsen in de nabije omgeving
De onderstaande figuur toont nabijgelegen plaatsen in een straal van 24 km rond Goodwin.